# Ashikaga Yoshiaki
Ashikaga Yoshiaki (足利 義昭?; 5 dicembre 1537 – 9 ottobre 1597) è stato un militare giapponese.
Figlio di Ashikaga Yoshiharu e fratello di Ashikaga Yoshiteru, fu il quindicesimo e ultimo shōgun dello shogunato Ashikaga.
Nel 1568, Ashikaga Yoshihide era stato nominato nuovo shōgun, ma tale titolo non aveva ormai più alcun valore, e Yoshihide non era neanche riuscito a entrare nella capitale Kyōto; Yoshiaki, ritenendo la nomina di Yoshihide illegittima in quanto orchestrata dagli assassini di suo fratello Yoshiteru, e sostenendo perciò di essere il legittimo erede allo shogunato, si recò a Gifu dove chiese l'aiuto militare di Oda Nobunaga, daimyō della provincia di Owari le cui recenti vittorie gli avevano fatto guadagnare una crescente fama nel Paese. Nobunaga colse l'occasione di avere insieme la capitale e lo shōgun come suo alleato, così accettò la richiesta di Yoshiaki e mosse rapidamente le sue armate contro Rokkaku Yoshikata, che si opponeva a Yoshiaki, per poi dirigersi verso Kyōto, difesa dal clan Miyoshi, di cui ebbe facilmente ragione. Yoshiaki fu nominato shōgun e propose a Nobunaga la carica di kanrei, ma questi rifiutò.
Nel tempo fu sempre più chiaro che pur non ricoprendo alcuna carica ufficiale Nobunaga aveva intenzione di manipolare Yoshiaki per giustificare le sue conquiste; segretamente, Yoshiaki raccolse vari altri daimyō in un'alleanza contro di lui. Storicamente il clan Oda era subordinato al clan Asakura, perciò quando Nobunaga invase i territori degli Asakura, il clan Azai, da molto tempo alleato con gli Asakura, si schierò contro Nobunaga, e l'alleanza contro di lui colse l'occasione per intervenire. Nel 1570, nella battaglia di Anegawa, Nobunaga ebbe ragione delle forze alleate di Azai e Asakura. Il capo della fazione anti-Nobunaga, Takeda Shingen, su pressione dello shōgun marciò contro la capitale nel 1572, sconfiggendo l'esercito guidato da Tokugawa Ieyasu nella battaglia di Mikatagahara; tuttavia, Shingen morì prima di arrivare a Kyōto, nel 1573, e il clan Takeda si ritirò.
Ormai evidente, l'ostilità tra Yoshiaki e Nobunaga sfociò in guerra aperta nel 1573, ma le deboli armate che lo shōgun riuscì a raccogliere furono rapidamente sconfitte da Nobunaga, e Yoshiaki fu esiliato. Sebbene Yoshiaki abbia continuato a mantenere ufficialmente il titolo di shōgun fino al 1588, lo shogunato Ashikaga si considera caduto dal 27 agosto 1573.
Toyotomi Hideyoshi, il generale di Nobunaga che continuò la sua opera di unificazione del Giappone, chiese in seguito a Yoshiaki di adottarlo e consentirgli di legittimare la sua autorità diventando il nuovo shōgun, ma Yoshiaki rifiutò.